# Bernard Dowiyogo
Bernard Annen Auwen Dowiyogo (ur. 14 lutego 1946 na Nauru, zm. 9 marca 2003 w Waszyngtonie) – nauruański polityk, siedmiokrotny prezydent Nauru. Z zawodu prawnik.

## Życiorys
Dowiyogo urodził się 14 lutego 1946 roku na Nauru. Tam też się wychowywał i uczył w lokalnych szkołach. Następnie wyjechał do Australii, gdzie początkowo uczył się w mieście Ballarat. Potem studiował prawo na Australian National University. Przez pewien czas pracował jako nauczyciel.
Był sekretarzem w Nauru General Hospital i generalnym menedżerem w Nauru Cooperative Society. Przewodniczył też Bankowi Nauru, a w 1994 Forum Południowego Pacyfiku.
Reprezentował okręg wyborczy Ubenide. Po raz pierwszy, wszedł do parlamentu w 1973 roku i nie opuszczał go aż do śmierci; został wówczas liderem Partii Nauru. W 1976 roku po raz pierwszy objął urząd prezydenta Nauru. Według Guinness Book of World Records był najmłodszą osobą, sprawującą wówczas urząd prezydenta niepodległej republiki na świecie. Po utracie stanowiska prezydenta w 1978 roku, był ministrem sprawiedliwości w gabinecie Hammera DeRoburta, a za rządów Kenosa Aroiego był ministrem zdrowia i edukacji. W 1989 roku pokonał w wyborach prezydenckich DeRoburta, który trzy lata później zmarł. W swoim gabinecie pełnił funkcje ministra rozwoju i przemysłu, ministra spraw zagranicznych, a także ministra służby publicznej i lotnictwa cywilnego. Był też prezydentem w latach: 1996, 1998–1999, 2000–2001, 2003 (9–17 stycznia) i 2003 (18 stycznia – 9 marca). Zmarł na cukrzycę 9 marca 2003 roku w Waszyngtonie podczas oficjalnej wizyty. Jego następcą został Derog Gioura.
W latach 80. mocno krytykował Francję i USA za wznowienie prób atomowych na Pacyfiku.
Był znany jako jeden z najbardziej pragmatycznych prezydentów Nauru.
Jego synem jest Valdon, także polityk.